# Étoile de la mort
Vous lisez un « article de qualité » labellisé en 2022.
Pour les articles homonymes, voir Étoile noire.
Station spatiale apparaissant dans
Star Wars.
Une Étoile de la mort (Death Star) est une station de combat spatiale de l’univers de fiction Star Wars. Mobile et de forme sphérique, elle a une taille équivalente à celle d'une petite lune et a une puissance de feu suffisante pour anéantir une planète entière, grâce au superlaser dont elle est équipée.
Deux modèles ont été conçus et construits par le maléfique Empire galactique. Le premier, l'Étoile de la mort, est utilisé pour raser la ville de Jedha City sur la lune de Jedha, une base impériale sur Scarif puis faire exploser la planète Alderaan ; il est détruit lors de la bataille de Yavin. Les opposants à l'Empire, les rebelles, viennent à bout du second modèle avant qu'il ne soit achevé, autour de la lune d'Endor.
Elles apparaissent dans plusieurs films de la saga : La Revanche des Sith, Un nouvel espoir, Le Retour du Jedi et L'Ascension de Skywalker, ainsi que dans le film dérivé Rogue One. Elle apparaît, en outre, sous forme de plan holographique dans L'Attaque des clones.
En plus des films, elles sont représentées dans les mises en roman des films dans lesquels elles apparaissent, ainsi que dans plusieurs romans, jeux vidéo et bandes dessinées.

## Univers
L'univers de Star Wars se déroule dans une galaxie habitée par des humains et de nombreuses espèces extraterrestres. Elle est le théâtre d'affrontements entre les chevaliers Jedi et les seigneurs noirs des Sith, personnes sensibles à la Force, un champ énergétique mystérieux qui leur procure des pouvoirs psychiques. Les Jedi maîtrisent le côté lumineux de la Force, pouvoir bénéfique et défensif, pour maintenir la paix dans la galaxie. Les Sith utilisent le côté obscur, pouvoir nuisible et destructeur, pour leur usage personnel et pour dominer la galaxie.
Depuis le rachat de la société Lucasfilm par la Walt Disney Company, il existe deux univers Star Wars : le « Légendes » et l'« Officiel ». Ils ont pour point commun les six premiers films et la série télévisée The Clone Wars. L'univers Légendes reprend en plus les histoires complémentaires présentées dans des livres, des bandes dessinées, des téléfilms ou des jeux sortis avant 2014. L'univers Officiel reprend, lui, les histoires des films et des autres supports parus depuis 2014,.

## Histoire

### Naissance du projet et guerre des clones
Avant même que la guerre des clones ne commence, les Géonosiens conçoivent sur la planète Géonosis les plans de la future Étoile de la mort, réclamés par le comte Dooku, chef des Séparatistes de la Confédération des systèmes indépendants.
La République galactique cherche à construire une station spatiale militaire pendant la guerre des clones. En effet, la plupart des Républicains informés de l'idée croient que la CSI peut construire une telle station. Toutefois, ces Républicains ignorent pour la plupart que Dooku a remis les plans au Sith Palpatine alias « Dark Sidious ». Par conséquent, seule la République est en réalité en mesure de construire une Étoile de la mort,.
Dans le même temps, l'ingénieur Orson Krennic trouve un moyen de fournir l'énergie du superlaser prévu sur la station spatiale. Ce superlaser devrait alors permettre l'extermination d'une planète. Il décide de faire appel à un ami, Galen Erso, en lui faisant croire qu'il travaille pour le développement d'énergies renouvelables.
Krennic prouve ainsi son utilité au projet. Grâce à des entretiens avec le vice-chancelier de la République Mas Amedda, Krennic parvient à obtenir la direction du chantier de la station spatiale.
Quand la République prend le contrôle de Géonosis, Krennic est chargé de la construction de la station. Il doit alors tenter de se servir des informations qu'il pourra recueillir auprès d'un prisonnier de la République, l'archiduc géonosien Poggle le Bref. Poggle est un Séparatiste ayant travaillé dans la conception des plans censés être alors détenus par le comte Dooku.

### Chantier d'une première station

#### Victimes
Après le massacre des dirigeants séparatistes par le Sith Dark Vador et la dissolution de la CSI, l'Empire galactique de Palpatine, qui succède à la République, réduit en esclavage total les Géonosiens pour qu'ils poursuivent la construction de l'Étoile de la mort.
Dans le même temps, l'Empire utilise les Wookiees, espèce que les humains impériaux jugent primitive. Les Wookiees sont réduits à un travail forcé dans différents mondes impériaux, dont l'Étoile de la mort.
Une fois l'hyperdrive et le superlaser de la station spatiale construits, l'Empire lâche un gaz qui stérilise Géonosis et extermine l'espèce géonosienne afin de conserver le secret de la station spatiale. Ainsi, le chantier de l'Étoile de la mort coûte la vie à 100 milliards de Géonosiens.

#### Place dans la politique impériale

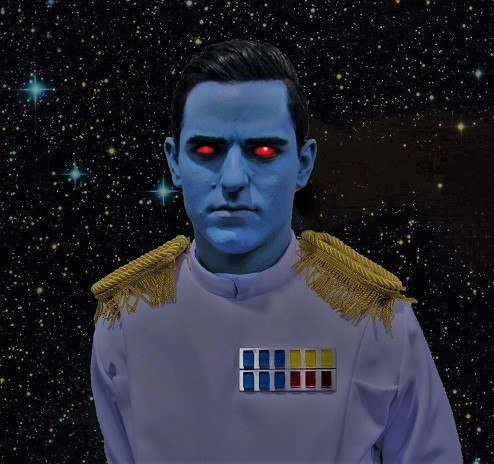
Cosplay de Thrawn, à l'origine du principal projet concurrent à l'Étoile de la mort.

La construction de l'Étoile de la mort a lieu en même temps que d'autres projets militaires impériaux, notamment l'usine de TIE Defenders du Grand amiral Thrawn basée sur Lothal. Cependant, l'infrastructure qui permet de fournir aux TIE Defenders leur carburant est détruite par des rebelles. L'Empire galactique arrête de financer le projet de Thrawn, au profit de l'Étoile de la mort. La station est désignée en cette période par les impériaux concernés sous le nom de code « projet Nébuleuse » pour en garder le secret. Ainsi, l'Étoile de la mort est le projet prioritaire de l'Empire.
En parallèle, la rivalité entre Orson Krennic et Wilhuff Tarkin, un Grand moff qui supervise une partie du chantier notamment au niveau de la base Sentinelle, croît. Tous deux souhaitent contrôler la station spatiale. D'une part, Krennic supervise la construction et trouve la solution pour le superlaser, mais d'autre part Tarkin affirme être à l'origine de l'idée d'Étoile de la mort et l'avoir soumise à l'Empereur.
Une fois l'Étoile de la mort prête, Palpatine décide de dissoudre le Sénat, dernière institution qui lui permettait d'attribuer à son Empire un semblant de démocratie et de maintenir ainsi la paix. Selon Palpatine, l'Étoile de la mort peut désormais mater toute forme d'opposition par la peur, et ainsi éradiquer toute rébellion.

#### Intervention de Galen Erso
Galen Erso découvre que ses travaux sont utilisés, non pas pour fournir en énergie la Galaxie, mais pour le superlaser d'une station spatiale secrète. Il s'enfuit avec sa femme Lyra et sa fille Jyn vers la planète reculée Lah'mu. Après des recherches, Orson Krennic les retrouve. Il fait tuer Lyra et capture Galen pour qu'il poursuive son travail d'ingénieur sur le superlaser sur Eadu, tandis que Jyn fuit.
Galen doit travailler de force. Il décide de placer un important point faible sur la station spatiale pour se venger. Pour cela, il envoie une multitude de messages à Krennic sur des éléments mineurs. Agacé, Krennic opte pour la solution la plus simple. Cela permet à Galen d'inclure dans la structure de la station un port d'échappement thermique, une faiblesse conséquente qui permettra la destruction de l'Étoile de la mort.
La station spatiale opérationnelle, Galen envoie un pilote impérial qui s'est retourné secrètement contre l'Empire, Bodhi Rook. Ce pilote doit informer le rebelle Saw Gerrera de l'existence du défaut de l'Étoile de la mort qui permettrait sa destruction, à savoir le port d'échappement.

### Mise en service et bataille de Scarif
Une fois l'Étoile de la mort prête, son superlaser est essayé à puissance modérée à l'aide d'un tir sur Jedha. Cette tentative détruit la capitale Jedha City et ses alentours, tuant notamment le rebelle Saw Gerrera. La station spatiale se dirige ensuite vers Scarif pour défendre la planète,.
Scarif est l'un des principaux mondes impliqués dans les projets militaires ambitieux de l'Empire galactique et joue un rôle important dans la conception de l'Étoile de la mort, notamment parce que ses plans sont stockées dans son centre d'archives. Par conséquent, elle est très protégée, notamment par un bouclier planétaire, et représente la cible que l'Alliance rebelle doit viser pour obtenir le moyen de se débarrasser de la station spatiale.
Pour obtenir les plans de l'Étoile de la mort, l'Alliance rebelle envoie des forces terrestres et spatiales sur Scarif, dont le vaisseau-amiral, le Profundity de l'amiral Raddus, auquel est amarré le Tantive IV de la princesse Leia Organa. Elle s'oppose alors à une flotte de l'Empire galactique dont fait partie Dark Vador et la flotte de l'Alliance rebelle : c'est la bataille de Scarif.
Sur la planète, un groupe de rebelles, guidé par Jyn Erso et Cassian Andor, cherche à infiltrer la citadelle impériale afin de permettre la transmission des plans de la station aux vaisseaux en orbite, qui cherchent pendant ce temps à venir à bout du bouclier planétaire qui retarderait l'évasion. Ainsi, la bataille de Scarif se solde par de lourdes pertes rebelles,.
Durant la bataille, le directeur Orson Krennic se trouve à la surface de la planète. Il y trouve la mort lorsque le Grand moff Wilhuff Tarkin, à bord de l'Étoile de la mort, donne l'ordre d'un bombardement d'une zone de la planète avec le superlaser, dans le but d'empêcher l'Alliance rebelle d'obtenir les plans. Malgré cela, les rebelles réussissent à recevoir les plans, qui sont encodés sur une carte mémoire. Cependant, le Profundity est abordé par Dark Vador, accompagné de plusieurs stormtroopers. Le seigneur Sith massacrant impitoyablement les membres de l'équipage rebelle, la carte mémoire est transmise à l'équipage du Tantive IV, qui se désamarre en catastrophe du vaisseau-amiral et s'enfuit. Les plans sont remis à la princesse Leia Organa.

### Poursuite des rebelles

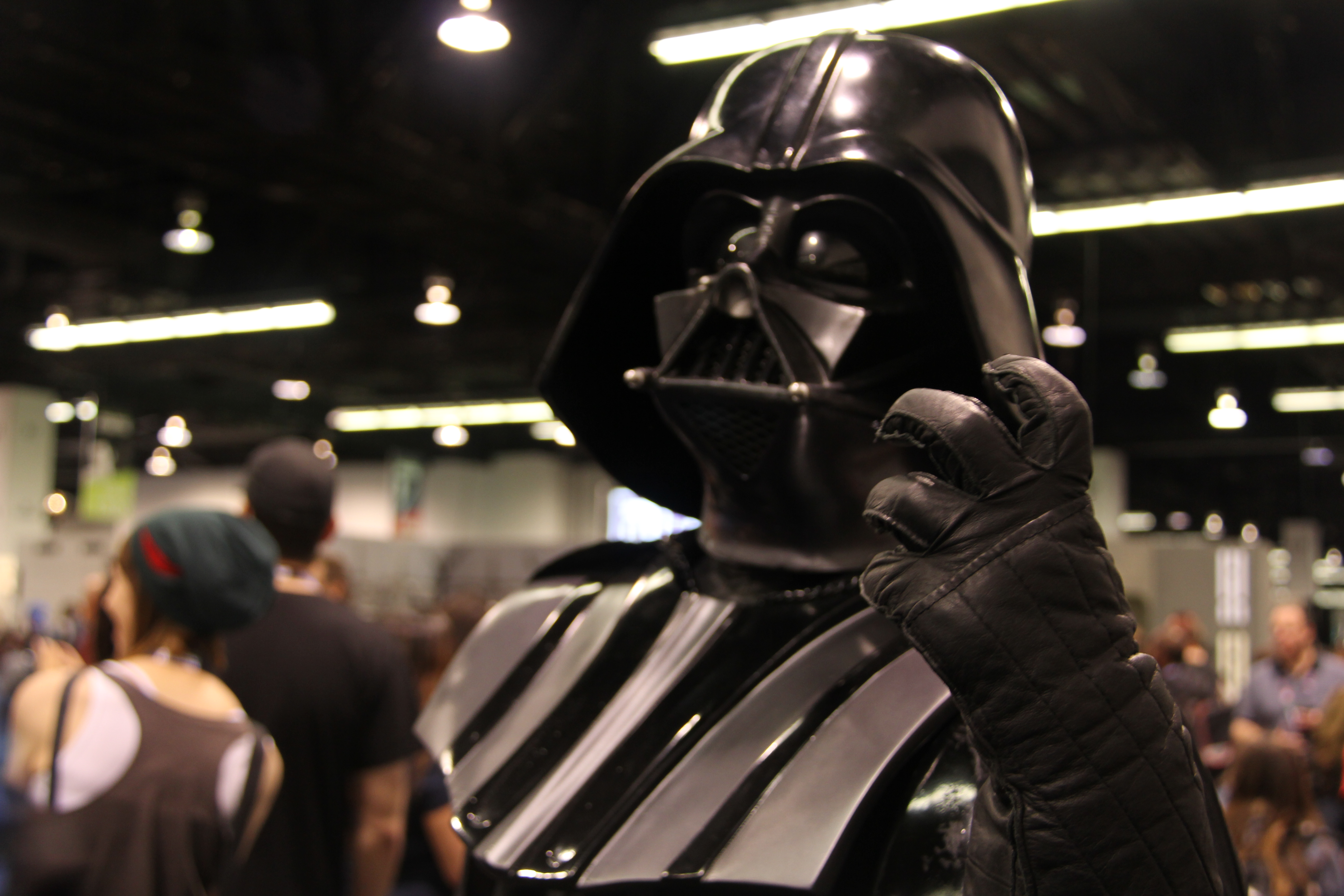
Cosplay de Dark Vador, l'impérial chargé de traquer les rebelles.

S'échappant dans l'hyperespace, le Tantive IV de Leia Organa est toutefois abordé au-dessus de Tatooine par les troupes de Dark Vador. Ainsi, Leia est capturée peu après avoir transmis les plans au droïde R2-D2, qu'elle envoie sur Tatooine retrouver le Jedi Obi-Wan Kenobi pour permettre la lutte contre la station spatiale impériale.
Pendant ce temps, le Grand moff Wilhuff Tarkin retrouve quelques haut-gradés de l'Empire à bord de l'Étoile de la mort. Durant cette réunion, un désaccord survient entre l'amiral Motti et Dark Vador au sujet de la religion des Jedi. Leur discussion s'achève avec une manifestation de Force de Vador, qui étrangle temporairement Motti.
Le Grand moff cherche à amener sa prisonnière, Leia, à révéler l'emplacement de la principale base rebelle, sous peine de détruire Alderaan, un monde du Noyau qui manifeste un soutien à l'Alliance rebelle. Celle-ci, pour défendre le monde dans lequel elle a vécu et les rebelles, ment en affirmant que la base se trouve sur Dantooine. En réalité, la base rebelle active se trouve sur Yavin 4 et celle de Dantooine a déjà été évacuée. Wilhuff Tarkin exécute tout de même sa sentence et ordonne le tir du superlaser, qui annihile Alderaan. Il souhaite ainsi montrer à la Galaxie que dès lors l'Empire règnera par la terreur et qu'aucune opposition ne sera acceptée,.
Peu après, l'Empire découvre que la base de Dantooine est abandonnée. Le Grand moff fait alors torturer la princesse pour qu'elle avoue la vérité. Au même moment, un vaisseau, le Faucon Millenium, se rend à Alderaan et sort de l'hyperespace au milieu du champ d'astéroïdes qui reste après la destruction de la planète. En suivant des chasseurs TIE, l'équipage du Faucon atteint l'Étoile de la mort qui, à l'aide d'un rayon tracteur, force le vaisseau à se poser à l'intérieur. Les membres de l'équipage du Faucon infiltrent alors la station et libèrent Leia. Afin de permettre aux autres membres de l'équipage de s'enfuir, Obi-Wan Kenobi affronte alors Dark Vador pour le retarder et se sacrifie,.
Le Faucon Millenium, avec les plans de l'Étoile de la mort contenus dans R2-D2, se rend sur Yavin 4 afin de les transmettre à l'Alliance rebelle. La faille dans la conception de la station impériale est ainsi repérée. En parallèle, l'Empire, ayant placé une balise sur le Faucon avant son évasion de l'Étoile de la mort, peut enfin connaître l'emplacement de la base rebelle et l'attaquer,.

#### Bataille de Yavin
L'Alliance rebelle organise alors une réunion, durant laquelle le général Jan Dodonna expose son plan pour détruire la station spatiale impériale. Il termine ce briefing en encourageant ceux qui participeront à la bataille par la formule « Que la Force soit avec vous »,.
La bataille doit alors commencer dans l'espace près de Yavin 4. Elle commence d'abord par un échec rebelle, l'Alliance comptant plusieurs pertes. Les pilotes rebelles ne parviennent pas à envoyer une torpille vers le port d'échappement qui permettrait la destruction de l'Étoile de la mort. Garven Dreis, commandant de l’escadron Rouge dont dépend l'apprenti Jedi Luke Skywalker, effectue un tir à la surface du puits d'évacuation, mais sa tentative échoue, et son X-wing est abattu par Dark Vador,.
Toutefois, le seigneur Sith est mis à mal par l'arrivée du Faucon Millenium de Han Solo et Chewbacca. Ainsi, Luke Skywalker, à bord d'un X-wing engagé dans une tranchée à la surface de la station spatiale, entend la voix d'Obi-Wan Kenobi, son mentor défunt qui l'invite alors à utiliser la Force. Malgré des réticences, Luke éteint son ordinateur de ciblage et se concentre, avant de tirer et de réussir ainsi à bien viser pour que la torpille entre dans le puits. Il fait ainsi exploser de l'intérieur l'Étoile de la mort,,,.

#### Conséquences
La destruction de l'Étoile de la mort provoque de nombreux dégâts, humains et matériels. Toutefois, le commandant impérial Ellian Zahra parvient à récupérer l'ancien vaisseau-amiral de Wilhuff Tarkin, dont il était le protégé. Malgré les nombreuses avaries que présente le véhicule, Ellian en fait son vaisseau-amiral et constitue son équipage de personnes dont un proche est mort durant la destruction de la station spatiale. Elle souhaite se venger à tout prix contre Leia Organa, qu'elle voit comme la responsable de la destruction de la station spatiale et, par conséquent, de la mort de ses passagers. Ainsi, cet événement renforce aussi l'opposition de certains membres de l'Empire galactique à l'Alliance rebelle,,.
En parallèle, la destruction d'Alderaan, causée par l'Étoile de la mort, amène plusieurs anciens pacifistes à se retourner contre l'Empire et à renforcer les rangs de l'Alliance rebelle.

### Chantier d'une seconde station

#### Projet pseudo-secret
L'Empire galactique confie la construction d'une seconde Étoile de la mort au moff Jerjerrod, qui dès lors se voit attribuer la fonction de « directeur des systèmes énergétiques impériaux » pour cacher la réalité de son travail à ceux qui ne sont pas concernés par le chantier de l'Étoile de la mort II.
Toutefois, la construction de la station spatiale est lente et tarde à s'achever. L'Empereur envoie son bras-droit Dark Vador pour se rendre à bord du chantier et faire comprendre à Jerjerrod l'urgence du projet. Jerjerrod explique que le chantier manque de main-d'œuvre, mais, lorsque Vador affirme que l'Empereur s'apprête à venir, le moff répond directement que les travailleurs vont faire plus d'efforts.
L'Empereur, dans le cadre d'un piège qu'il s'apprête à tendre à l'Alliance rebelle afin de l'exterminer pour de bon, se rend au chantier de l'Étoile de la mort II pour l'inspecter, accompagné de quelques hauts conseillers.
En parallèle, les rebelles tombent dans le piège et découvrent l'existence de la station spatiale, avant de parvenir à en obtenir les plans. Les bothans fournissent quelques informations à l'aide de leur réseau, notamment l'emplacement du chantier.

#### Bataille d'Endor
L'Alliance rebelle lance une opération d'attaque de la nouvelle station spatiale. Les rebelles Han Solo, Leia Organa et Chewbacca se posent sur la lune forestière d'Endor pour y neutraliser le générateur du bouclier qui entoure la station spatiale. Ce groupe de rebelles est soutenu par les ewoks autochtones contre les soldats de l'Empire galactique. Dans le même temps, une bataille spatiale en orbite oppose les flottes rebelle et impériale qui se trouvait cachée en orbite de l'autre côté de la planète. Pendant ce temps, Luke Skywalker, qui s'était rendu à Dark Vador, est livré à l'Empereur dans la station,,.
Au cours de la bataille, l'Empereur applique son plan : bien que la station soit inachevée, son laser est déjà totalement opérationnel et est utilisé pour abattre les principaux vaisseaux de la flotte rebelle. Celle-ci est obligée de se rabattre sur la flotte impériale, jusqu'à ce que les rebelles au sol font exploser le générateur de bouclier. Pendant ce temps, Luke affronte Vador et réussit à le défaire. Refusant de tuer son père, Luke est foudroyé par l'Empereur, avant que Vador se sacrifie en tuant Palpatine, laissant alors définitivement la place à Anakin Skywalker.
Vers la fin de la bataille, un A-wing s'écrase sur la passerelle de commandement du vaisseau-amiral de la flotte impériale, l'Executor, tuant l'amiral Firmus Piett, Cela conduit à la chute du super croiseur interstellaire vers l'Étoile de la mort II, ce qui provoque une collision qui se conclut par l'explosion du vaisseau mais n'affecte pas la station spatiale.
Un groupe de vaisseaux dirigé par le Faucon Millenium piloté par Lando Calrissian doit entrer dans la station spatiale jusqu'à son réacteur, qu'il faut faire exploser. L'escadron fuit avec précipitation tandis que la station prend feu. Le Faucon Millenium parvient à s'en sortir de justesse, et l'Étoile de la mort II explose.

#### Après la destruction
Une fois l'Étoile de la mort II détruite, les débris sont propulsés à travers l'hyperespace. Une partie de l'épave s'écrase ainsi sur Kef Bir, un satellite naturel d'Endor, à l'instar de la lune forestière.
La Jedi Rey y utilise bien plus tard une dague Sith pour trouver l'orienteur Sith de Dark Sidious, caché dans un coffre-fort présent dans l'épave sur Kef Bir. Elle peut se rendre sur Exegol à l'aide de l'orienteur, et ainsi faire face à Sidious.

### Différences dans l'universLégendes
L'univers Légendes comprend plusieurs différences avec l'univers officiel dans sa description de l'histoire et du fonctionnement des deux Étoiles de la mort.
L'Étoile de la mort est alimentée non pas au cristal kyber comme les sabres laser mais par un réacteur d'hypermatière, ce qui en fait une simple « terreur technologique », comme Dark Vador la nomme,.
La principale bataille pour l'obtention des plans de l'Étoile de la mort a lieu sur Toprawa, après diverses missions, chacune visant à l'obtention d'une partie des plans. L'ensemble est ainsi transmis vers le vaisseau de la princesse Leia Organa à la suite de la bataille de Toprawa.
Une station spatiale militaire est construite entre les deux Étoiles de la mort. Elle est appelée « le Tarkin » et sert de test pour Palpatine, avant qu'il ne développe l'Étoile de la mort II. Sur la planète Byss, le « Canon galactique », les croiseurs interstellaires de classe Eclipse et les « Dévastateurs de mondes » permettent à Palpatine d'exploiter les ressources minérales de planètes jusqu'à leur destruction,.
Pour obtenir les plans de l'Étoile de la mort II, l'Alliance rebelle compte beaucoup sur le soutien des bothans, peuple dont le réseau d'espionnage est très développé dans l'univers Légendes. Les rebelles attaquent le cargo impérial Suprosa et y récupèrent les plans, cryptés. Les rebelles se rendent alors sur la colonie bothan de Kothlis, où une bataille contre l'Empire galactique débute. Bien que la bataille de Kothlis s'achève en victoire rebelle, les rangs bothans comptent de nombreuses pertes,.

## Caractéristiques
Une Étoile de la mort est une station de combat spatiale. La classe spécifique aux Étoiles de la mort est appelée « classe DS ». La première mesure 160 km de diamètre, contre 280 km de diamètre pour la deuxième,.
Elle utilise pour le fonctionnement de son superlaser une source d'énergie dont l'exploitation est développée par l'ingénieur Galen Erso sans qu'il en connaisse l'usage destructeur que prévoit d'en faire l'Empire galactique : les cristaux kyber, utilisés habituellement seulement par les Jedi dans les sabres laser. L'Étoile de la mort est, outre son armement, équipée d'un bouclier magnétique et d'un hyperdrive.
La première, nécessitant 342 953 membres d'équipage et pouvant accueillir jusqu'à un total de 894 342 passagers, est équipée en outre de 2 500 canons laser et 768 rayons tracteurs, mais la seconde possède trois fois plus de canons laser et 5 000 canons ioniques pour se défendre,.
Chaque Étoile de la mort est équipée de 15 000 turbolasers qui lui assurent une force de frappe conséquente même sans l'utilisation du superlaser, arme la plus puissante présente sur chacune des deux stations de combat,.
L'Étoile de la mort II possède un superlaser plus efficace que son prédécesseur. En effet, il peut se recharger beaucoup plus rapidement et peut frapper beaucoup plus précisément, pour s'attaquer à des vaisseaux spatiaux par exemple. Elle n'atteint jamais son plein potentiel, étant exterminée en plein chantier.

## Concept et création

### De la première
L'Étoile de la mort dans Un nouvel espoir est conçue par la combinaison de différents procédés. Ralph McQuarrie réalise des peintures à l'huile très détaillées qui servent ensuite à la production de modèles en trois dimensions. Cela est ensuite suppléé de décors à échelle humaine pour la perspective et de maquettes.
Le réalisateur George Lucas confie la conception des différents vaisseaux visibles dans Un nouvel espoir, dont l'Étoile de la mort, à Colin Cantwell. Ainsi, lorsque Cantwell crée les deux hémisphères, il se rend compte que l'équateur présente un léger creux, dû à une erreur au niveau de l'emboitement des deux moitiés. Comme remplir ce vide prendrait une semaine de travail, Cantwell propose à Lucas d'en faire une tranchée. Par accident, Cantwell donne donc à Lucas l'idée de la séquence avec le X-wing dans la tranchée de l'Étoile de la mort,.
Une fois le tournage de Un nouvel espoir terminé, l'équipe décide de jeter plusieurs pièces, dont la maquette de l'Étoile de la mort qui avait été utilisée. En effet, la production doit alors diminuer ses dépenses, et notamment le loyer de l'entrepôt où se trouvent plusieurs éléments ayant servi au tournage. Toutefois, un employé récupère la maquette de l'Étoile de la mort, qui change de mains au fil des ans, jusqu'à ce que le collectionneur Gus Lopez se la procure et en rappelle l'existence par un article sur le site officiel de Star Wars.

### De la seconde
Pour Le Retour du Jedi, George Lucas pense d'abord à représenter non pas une Étoile de la mort II mais deux nouvelles, construites simultanément en orbite autour d'un satellite naturel de Had Abbadon. Dans ce script, cette planète est la capitale de l'Empire galactique, mais elle est finalement remplacée par Coruscant. Toutefois, l'idée n'est finalement pas conservée.
Par ailleurs, son épave est prévue pour apparaître au fond d'un océan dans Le Réveil de la Force, afin de servir de lien supplémentaire entre la trilogie originale et la troisième. Cependant, l'idée n'est pas utilisée dans ce film, et l'épave ne figure que dans le dernier film, L'Ascension de Skywalker.
Dans la série télévisée The Mandalorian, l'Étoile de la mort II est visible lors d'un flashback. Le personnage Cobb Vanth y explique alors comment et quand il s'est procuré l'armure de Boba Fett.

## Adaptations

### Jeux vidéo
L'Étoile de la mort apparaît dans le jeu Star Wars: Empire at War, sorti en 2006. L'enjeu de sa construction et de son utilisation se trouve au centre du jeu. Si le joueur choisit le camp de l'Alliance rebelle, il affronte la station et peut la pulvériser si l'Escadron rouge survit à la bataille qui suit la destruction d'Alderaan, événement qui se produit peu importe les forces du joueur. Si le joueur choisit le camp de l'Empire galactique, il permet à l'escorte de l'Étoile de la mort de détruire Alderaan, puis, contrairement au scénario des films, les planètes Alzoc III, Polus, Shola, Hoth et Yavin 4. Dans l'extension Star Wars: Empire at War - Forces of Corruption, qui propose l'observation de la guerre entre rebelles et impériaux du point de vue d'une organisation criminelle, une mission amène à s'aventurer dans l'épave de l'Étoile de la mort,.
L'Étoile de la mort apparaît aussi dans le jeu de 2008 Star Wars : Le Pouvoir de la Force. Le protagoniste Starkiller y affronte son maître Dark Vador, puis le joueur peut choisir entre affronter l'Empereur et tuer Vador.
Le jeu de 2009 Star Wars: Trench Run permet au joueur d'incarner un vaisseau (X-wing, Y-wing, TIE ou Faucon Millenium) à travers la tranchée de l'Étoile de la mort, en reproduisant la situation de la bataille de Yavin. Enfin, l'Étoile de la mort apparaît dans les jeux Star Wars Battlefront et sa suite Star Wars Battlefront II. Dans le premier épisode, le joueur a la possibilité de défendre ou d'attaquer la station depuis ses intérieurs, reproduits sous le moteur graphique Frostbite 3. Dans le second opus, le joueur assiste à la destruction de la seconde Étoile de la mort du point de vue de l'Empire galactique. La carte de l'Étoile de la Mort II y est également disponible sur plusieurs modes de jeu.

### Figurines
Lego commercialise quatre différentes représentations de l'Étoile de la mort entre 2006 et 2020. L'un d'eux apparaît dans le film Spider-Man: Homecoming, dans une scène au cours de laquelle le personnage de Ned Leeds fait tomber la construction en voyant, surpris, son ami Peter Parker entrer. En 2022, Lego présente des boîtes qui mettent en scène des instants de la trilogie originale, dont le numéro 75329 « Death Star Trench Run Diorama », qui représente la poursuite entre Luke Skywalker et Dark Vador lors de la bataille de Yavin, ainsi que le numéro 75339 « Death Star Trash Compactor Diorama », qui représente Luke Skywalker, Leia Organa, Han Solo et Chewbacca dans le compacteur à ordure de la station spatiale.

### Parcs d'attractions

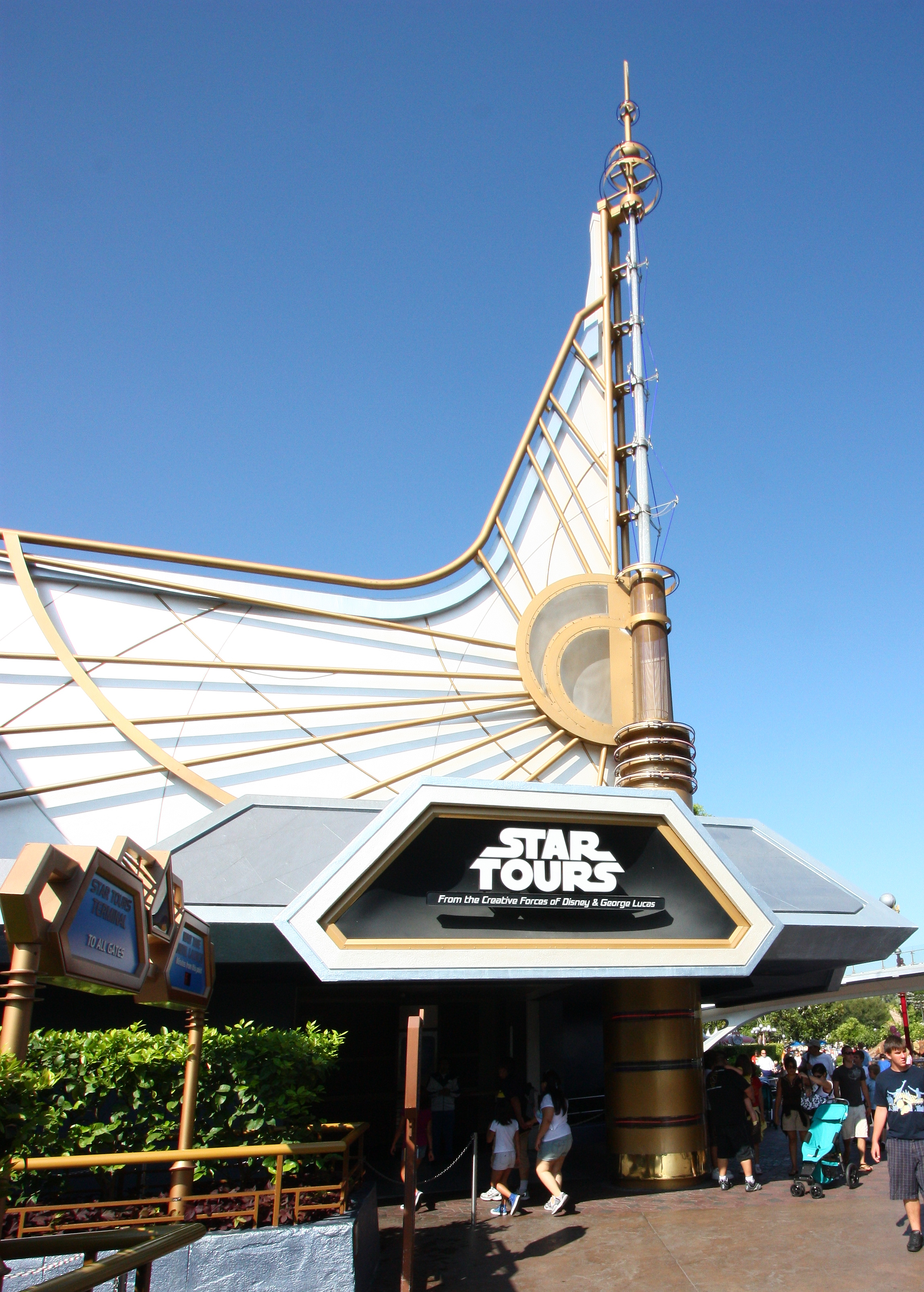
Entrée de l'attraction Star Tours à Disneyland Resort.

Une partie de l'attraction Star Tours propose au visiteur de participer à l'assaut contre la troisième Étoile de la mort, en s'aventurant dans la tranchée qu'empruntent des vaisseaux rebelles,. Dans la suite, Star Tours: The Adventures Continue, le visiteur peut être pris en chasse par Boba Fett au-dessus de Géonosis. La station de combat en construction autour de celle-ci est alors visible.

### Montres
En 2021, la maison horlogère Kross Studio met en vente une montre produite en seulement dix exemplaires qui représente un hémisphère de l'Étoile de la mort en son centre. Cette montre comprend par conséquent quelques références à l'univers de la saga, notamment les emblèmes d'Empire galactique qui couvrent les rouages et l'aurebesh noté au niveau des boutons.

## Réception et analyse
Selon une théorie de fans de Star Wars, la destruction de l'Étoile de la mort fait partie du plan de l'Empire galactique, et servirait à amener les habitants de la Galaxie à ressentir de la pitié pour l'Empire et à considérer que l'Alliance rebelle n'est qu'un groupe terroriste. Toutefois, le site Internet Comic Book Resources explique que cette théorie est improbable, les pertes étant trop importantes pour l'Empire lors de cet événement, notamment avec l'immense budget de construction, les troupes mortes, dont le grand moff Tarkin et la perte de crédibilité de l'Empire par la démonstration de sa faiblesse. En effet, la bataille de Yavin représente une preuve de force de l'Alliance et une preuve de faillibilité de l'Empire.

### Symbolique et rapprochements avec l'Histoire

#### Place dans le voyage du héros

Schéma simplifié du voyage du héros tel que théorisé par Joseph Campbell, repris dans la conception des différentes épreuves que Luke Skywalker doit surmonter dans la trilogie originale.

Dans Un nouvel espoir, l'entrée des protagonistes dans les entrailles de l'Étoile de la mort correspond à l'épreuve que Joseph Campbell appelle « le ventre de la baleine » dans le voyage du héros qu'il décrit dans Le Héros aux mille et un visages. En effet, le héros, Luke Skywalker, doit alors faire face à des enjeux qui le dépassent et le submergent, comme la mort de son mentor Obi-Wan Kenobi, qui l'amène à montrer s'il en a retenu les enseignements.
Par ailleurs, la séquence durant laquelle Luke s'aventure dans la tranchée de l'Étoile de la mort au cours de la bataille de Yavin le montre en train de descendre vers un danger inconnu, et évoque ainsi la catabase, épreuve parmi celles que plusieurs héros mythologiques, tel Ulysse, surmontent. Ainsi, l'Étoile de la mort joue un rôle important dans le voyage initiatique suivi par Luke.

#### Rapport à la technologie
L'Étoile de la mort représente un élément récurrent dans la saga Star Wars : la représentation de la technologie comme un ennemi et une menace. La station spatiale représente l'apogée des technologies, s'agissant d'un monde intégralement artificiel. Ainsi, l'Étoile de la mort renforce l'idée de danger des technologies militaires, très présente dans la saga.

##### Caractéristiques de bombe atomique
Plus spécifiquement, l'Étoile de la mort semble représenter une forme plus avancée technologiquement mais avec certaines similitudes avec la bombe atomique.
Outre cela, l'Étoile de la mort possède des caractéristiques assimilables à celles de la bombe atomique. Cette arme de destruction massive peut en effet s'attaquer très rapidement à une zone éloignée, en pénétrant toutes sortes de défenses lors de l'impact.
Par ailleurs, la carrière de Gareth Edwards, réalisateur de Rogue One, semble aussi montrer qu'il s'inspire fortement du nucléaire dans la représentation de l'Étoile de la mort dans son film. Par exemple, Edwards travaille sur la conception numérique d'images du documentaire Hiroshima, en 2005. De plus, à propos d'un autre des films qu'il a réalisés, Godzilla, il explique :

« Godzilla est ici à cause de nos péchés et de notre mauvaise utilisation du pouvoir de la nature, en particulier de l'usage des armes et de la puissance nucléaires. »

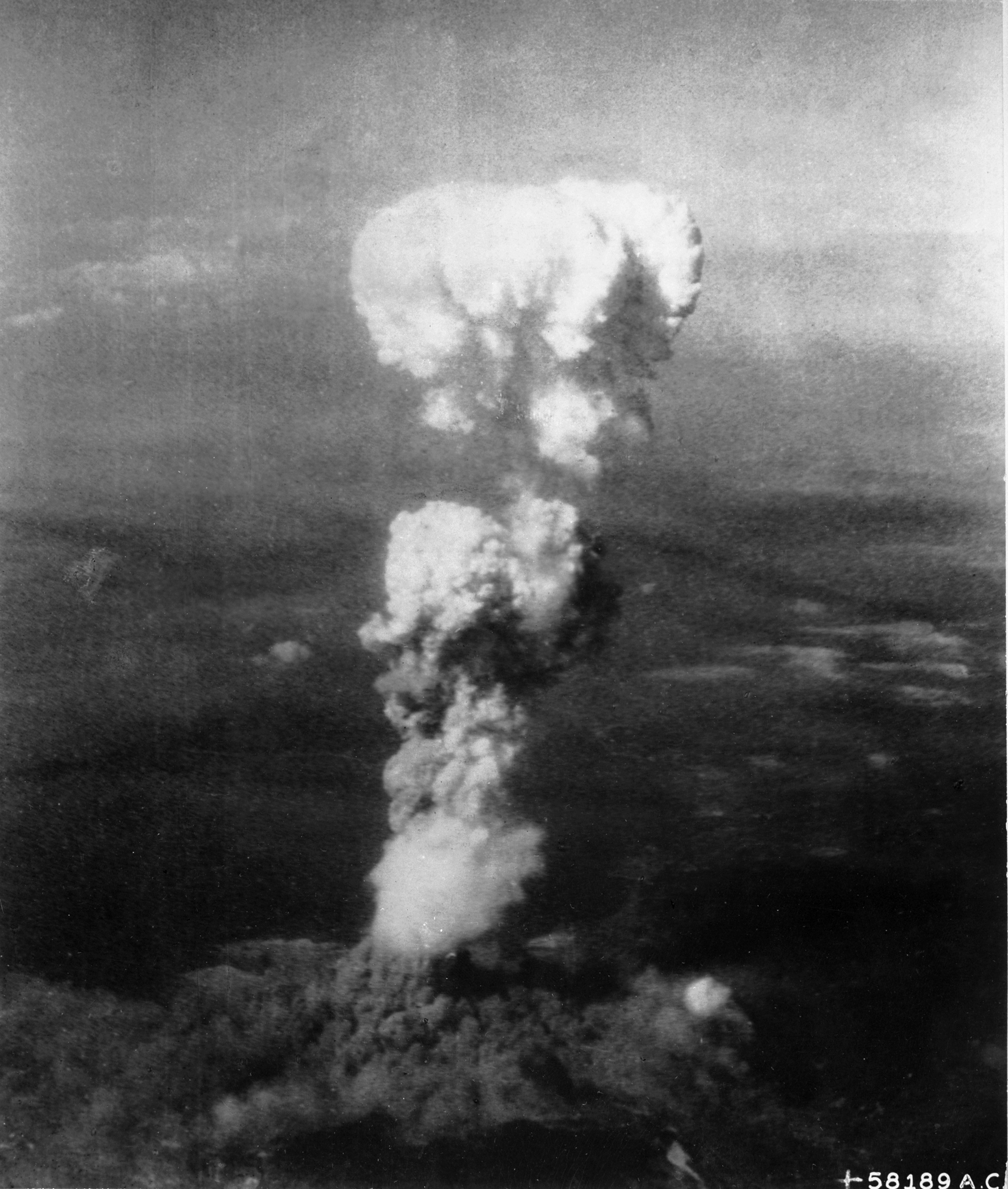
Bombardement atomique d'Hiroshima, dont se rapprochent les scènes d'utilisation du superlaser de l'Étoile de la mort.

Même l'utilisation que fait l'Empire galactique de l'Étoile de la mort est empruntée à l'histoire du nucléaire. L'Empire espère effrayer toute tentative d'opposition avec son arme. Cela s'effectue dans la réalité avec la dissuasion nucléaire durant la guerre froide. L'idée de course à l'armement qui caractérise la guerre froide peut par ailleurs aussi être retrouvée avec l'évolution des vaisseaux de l'Alliance rebelle à la Résistance. Ainsi, la destruction d'Alderaan fait référence aux deux bombardements atomiques contre le Japon durant la Seconde Guerre Mondiale ; les deux événements doivent envoyer un message au reste du monde pour démontrer la puissance d'un État. Cet événement d'Un nouvel espoir est d'autant plus frappant pour le spectateur qu'Alderaan possède une apparence semblable à la Terre, vue de l'espace, ce qui confère à sa destruction une forte symbolique,,,.
L'évolution des armes de destruction massive utilisées par l'Empire, de l'Étoile de la mort à Starkiller, évoque en outre les progrès effectués dans le développement d'armes nucléaires plus dangereuses, par leur taille, leur puissance, leur masse entre autres. Ainsi, l'opposition des protagonistes aux stations spatiales de type Étoile de la mort est analogue aux mouvements anti-nucléaires qui, malgré des victoires, rencontrent des armes de plus en plus redoutables.

##### Inspiration du projet Manhattan
Le processus de construction de l'Étoile de la mort se rapproche fortement du projet Manhattan, qui est à l'origine des premières bombes atomiques. Par exemple, les deux projets secrets utilisent d'importantes ressources économiques, matérielles, énergétiques et humaines. Par ailleurs, les haut-gradés impliqués dans l'un de ces projets, réel et fictif, cherchent pendant sa réalisation à en garder les informations totalement secrètes, même s'ils n'y arrivent finalement pas.
Cette ressemblance se retrouve aussi notamment dans le personnage de Galen Erso qui, à l'instar de Robert Oppenheimer, est un scientifique qui joue un rôle central dans la conception d'une dangereuse arme révolutionnaire, mais qui s'en méfie, voire se retourne contre,,.
Des liens apparaissent aussi chez le personnage d'Orson Krennic. En effet, il est inspiré de Leslie Groves, autre participant important au projet Manhattan. Ainsi, la tension et le sentiment d'urgence dans la conception secrète de la bombe nucléaire sert de fondement à l'opposition entre Galen et Orson. Comme pour le projet Manhattan, Orson doit alors maîtriser une forte tension, respecter des délais de construction parfois difficiles, se procurer certaines matières premières et les ingénieurs les plus qualifiés.
Par ailleurs, selon le site Internet The Bulletin, certaines images de Rogue One reflètent cette inspiration de l'arme nucléaire, notamment lorsque l'Étoile de la mort est utilisée pour la première fois, à l'échelle d'une ville et non d'une planète, ce qui permet des visuels semblables à l'image faite d'une explosion de bombe atomique chez le public. En outre, Orson Krennic déclare « C'est beau » lors de ce premier usage de l'arme, comme Clyde Shields lors du premier essai d'arme nucléaire, Trinity.

### Fondements scientifiques

#### Estimation du rayon

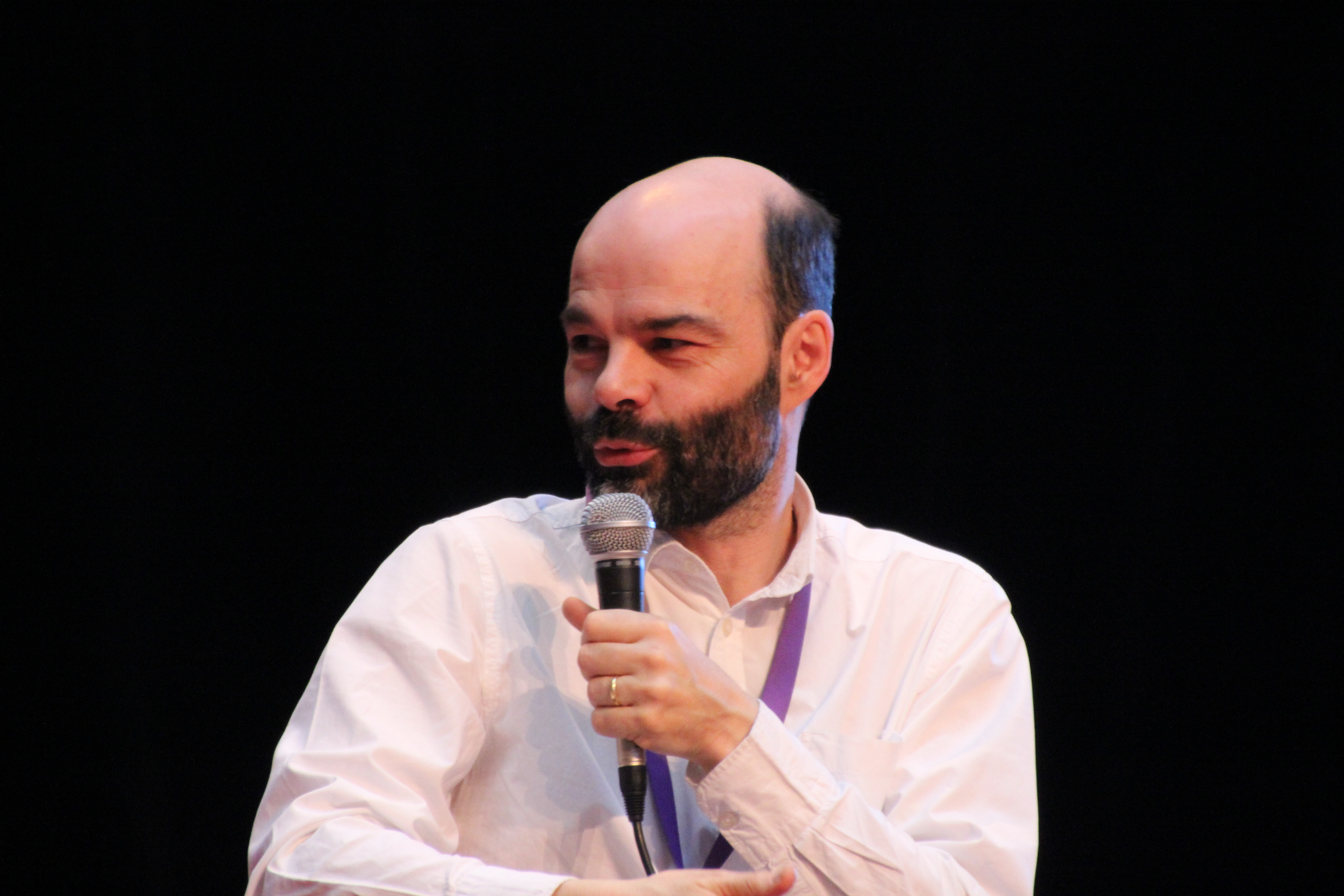
Roland Lehoucq, astrophysicien qui s'intéresse au rapport de Star Wars à la science.

L'astrophysicien Roland Lehoucq s'amuse à étudier des éléments de Star Wars avec une approche scientifique. Il consacre alors un article du site Internet Futura à l'Étoile de la mort. Il y cherche d'abord à déduire le rayon de la station spatiale. Il s'appuie alors sur une scène du film Le Retour du Jedi, au cours de laquelle les protagonistes examinent une représentation sous forme d'hologramme qui compare la station spatiale à la lune forestière d'Endor.
Ainsi, la gravité de la lune d'Endor ne semble pas poser de problème aux personnages, humains. Par ailleurs, la lune d'Endor exerce la force d'attraction nécessaire pour posséder une atmosphère assez dense pour permettre la respiration humaine. En outre, la biodiversité à sa surface témoigne d'une atmosphère existante depuis des milliards d'années : une atmosphère d'un astre trop petit s'amincit progressivement. Toutefois, les ewoks utilisent des planeurs qui, pour permettre leur envol, devraient se situer sur un astre à gravité pas trop forte, sinon l'envol serait impossible.
Lehoucq en déduit alors que la gravité de la lune d'Endor avoisine le tiers de la gravité terrestre. Comme elle est qualifiée de « forestière », Lehoucq part du principe qu'elle est pauvre en métaux, et a donc une densité inférieure à celle de la Terre. Cela signifie que la lune d'Endor possède un rayon d'environ 4 500 km.
Or, l'Étoile de la mort possède, selon l'hologramme visible dans le film, un volume douze fois plus petit que celui de la lune d'Endor. En conclusion, son rayon est d'environ 375 km.

#### Estimation de l'énergie nécessaire
Plusieurs scientifiques, principalement des astrophysiciens, se penchent sur la question de l'énergie utile au fonctionnement de l'Étoile de la mort, et notamment à son superlaser, pour qu'il puisse instantanément faire exploser une planète comparable à la Terre.

##### Selon Roland Lehoucq
Roland Lehoucq cherche aussi à trouver combien d'énergie dépenserait le superlaser de l'Étoile de la mort dans son article du site Internet Futura consacré à celle-ci.
Il commence en expliquant que, pour détruire une planète, il faudrait pouvoir compenser totalement la gravité qui permet à la matière d'être agglomérée en un corps.
Il propose ensuite d'observer le cas pour une planète comme la Terre : il faudrait au minimum utiliser d'un coup l'énergie du rayonnement du Soleil durant six jours, et, même comme ça les débris ne se déplaceraient qu'à environ 10 km/s, ce qui signifie que les conséquences du tir ne se verraient qu'après plusieurs heures, contrairement à ce qui est visible dans les films Star Wars.
En effet, la vitesse à laquelle se séparent les vestiges d'une planète après un tir de l'Étoile de la mort est calculable à partir des images des films : environ 10 000 km/s. Il faudrait une énergie à peu près un million de fois supérieure à la valeur donnée précédemment, basée sur le rayonnement du Soleil.
Lehoucq prouve ainsi que l'énergie d'une étoile serait de loin insuffisante pour une telle arme. Par ailleurs, les réactions chimiques comme la combustion et les réactions nucléaires comme la fission nucléaire aussi ne suffiraient pas. L'énergie d'une étoile ne pourrait être transporté dans l'Étoile de la mort, trop petite. Lehoucq en conclut que la seule solution « raisonnable » serait que la station spatiale extraie son énergie d'un trou noir en rotation, pour que cela soit un tant soit peu crédible physiquement. Toutefois, il ajoute que cette solution poserait elle-même d'autres questions pratiques, notamment le lieu où l'on s'en procurerait un et la façon de le maintenir en équilibre au cœur de la station.

##### Selon Ethan Siegel
Toutefois, selon Ethan Siegel, l'envoi d'une énergie puissante comme le Soleil pendant une semaine ferait alors directement déplacer la station spatiale elle-même à une vitesse de 78 km/s dans la direction opposée, ce qui n'est clairement pas le cas. En outre, tant d'énergie aurait tellement chauffé la station que certaines parties pourraient fondre.
Siegel propose alors une autre solution : l'Étoile de la mort utilise un superlaser à antimatière, ce qui désintégrerait instantanément la matière au contact. Cette idée ne nécessite que la moitié de l'énergie, puisque la matière de la cible fournit l'autre au moment du choc. 1,24 milliers de milliards de tonnes d'antimatière suffisent alors.
Siegel explique qu'en réalité cette quantité n'est pas si importante qu'elle en a l'air et peut facilement tenir dans une station spatiale de cette taille. En effet, il s'agirait d'un dixième de la taille d'un astéroïde comme Ida. Par ailleurs, il ajoute que, dans la réalité, on sait stocker temporairement de l'antimatière, le seul obstacle étant que l'antimatière finit par toucher la matière et se désintégrer. Il propose alors la production d'antihydrogène à structure cristalline pour alimenter l'arme à l'aide d'accélérateurs de particules.

##### Selon Harry Keller
Pour Harry Keller, fondateur de Smart Science, il faut que le superlaser de la station spatiale fore un trou jusqu'au centre de la cible. Pour cela, il doit être assez puissant pour percer totalement avant que le manteau planétaire ne recouvre le trou en quelques millisecondes ou moins.
Au cours de l'opération, la station doit rester géosynchrone afin de continuer à tirer dans la même direction par rapport à la cible. Toutefois, l'énergie nécessaire dépend alors de la viscosité et de la pression du magma de la cible, ce qui fait que la puissance doit être adapté à la composition du manteau du dit astre.
Ensuite, il faudrait enchaîner en moins de quelques millisecondes avec un second tir, qui suit le trou creusé jusqu'au noyau et s'y attaque. L'impact doit alors libérer une énergie qui permette à la matière de la planète de s'éloigner à une vitesse supérieure à la vitesse de libération associée au dit astre.
Par ailleurs, Keller ajoute que, si l'Étoile de la mort est trop éloignée pour avoir une orbite géosynchrone, pour agir avec discrétion par exemple, elle peut toujours cibler un astre, mais cela nécessiterait encore plus d'énergie.

##### Selon David Boulderstone
Selon David Boulderstone, si l'Étoile de la mort possède une densité uniforme et se prive d'un bouclier déflecteur, la production d'énergie équivalente à plusieurs fois celle du Soleil suffirait à alimenter un superlaser capable d'annihiler la Terre. Boulderstone explique cependant qu'un astre grand comme Jupiter ne peut être attaqué aussi efficacement de cette façon, la puissance étant alors insuffisante.

## Postérité

### DansStar Wars
Alors qu'ils se trouvent sur la base Echo de Hoth, les rebelles préparent un plan similaire à l'utilisation d'une Étoile de la mort. Le général Rieekan, originaire d'Alderaan, propose en effet de tendre un piège à l'Empire lorsque la base secrète sera découverte : les rebelles fuiraient et feraient exploser la planète comme l'Étoile de la mort a fait exploser Alderaan. Toutefois, le piège ne finit pas par être réellement développé.
Du temps de la construction de l'Étoile de la mort, Palpatine commence déjà à transformer la planète Ilum, principale source de cristaux kyber, en superarme similaire à la station spatiale. Après la fin de l'Empire, le Premier Ordre reprend l'entreprise impériale et fait d'Ilum la « base Starkiller ». Selon le site Internet IGN, la base Starkiller apparue dans le film Le Réveil de la Force n'est qu'une « mise à jour d'Étoile de la mort de la trilogie originale », une nouvelle arme capable d'exterminer des planètes.
Palpatine développe aussi pendant l'ère impériale une flotte secrète sur Exegol. Celle-ci se compose de croiseurs interstellaires dits « Sith » de classe Xyston, alimentés par un gigantesque cristal kyber, comme l'Étoile de la mort. Cette armada permet ainsi à Palpatine de préparer la formation du Dernier Ordre. Ce chantier secret est en cours alors que l'Étoile de la mort II est encore en construction. Cependant, le superlaser de chaque vaisseau Xyston est vulnérable et le viser permet la destruction du croiseur entier,,.

### Dans les sciences

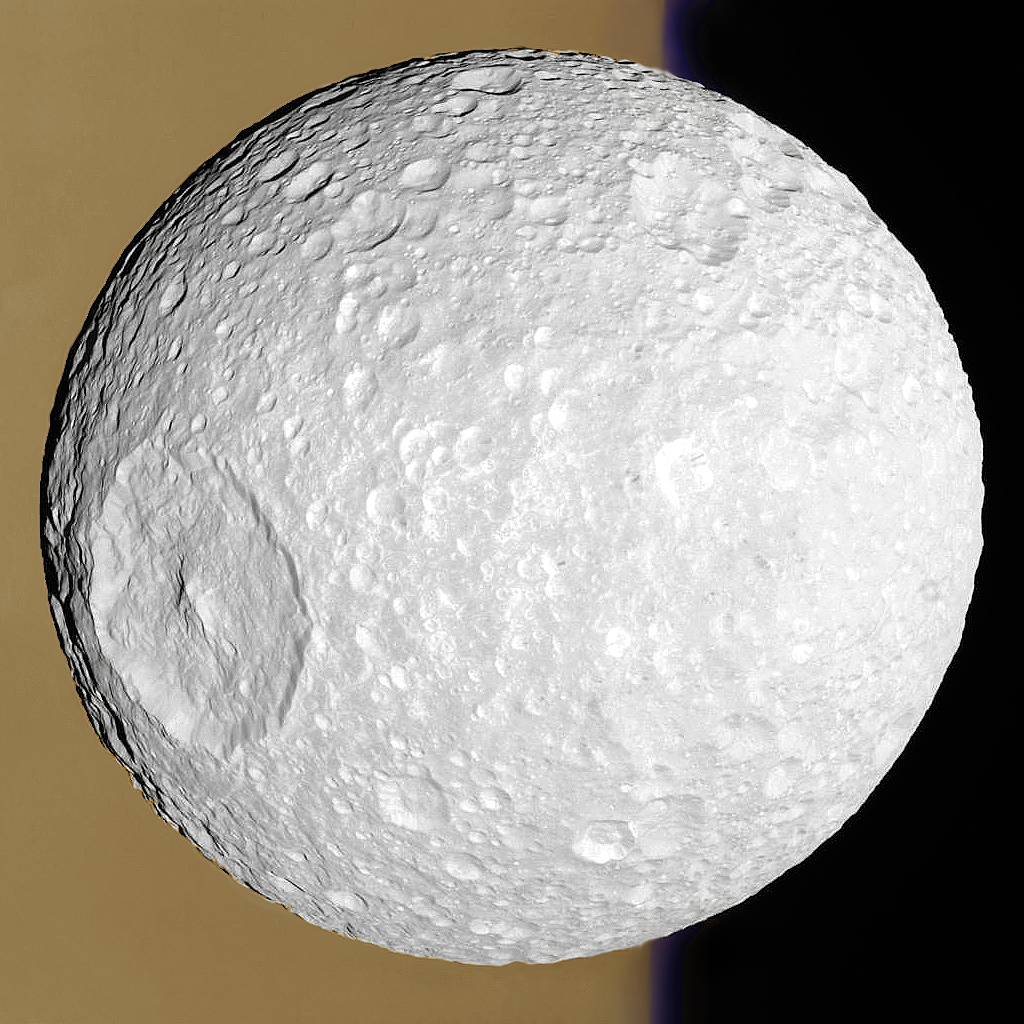
Mimas, une lune de Saturne, prise par l'orbiteur Cassini en 2010.

L'apparence visuelle de l'Étoile de la mort est rapprochée de Mimas, un satellite naturel probablement océanique de Saturne, par différents sites Internet. Bien que Mimas soit deux fois plus grand que les indications fictives sur l'Étoile de la mort, il se caractérise par un immense cratère, le cratère Herschel, qui évoque ainsi l'emplacement creux du superlaser présent sur la station spatiale fictive. Par ailleurs, une montagne se trouve au centre, reproduisant alors le centre du cercle visible sur l'Étoile de la mort. Du fait de ces similitudes, Mimas est parfois surnommé la « lune Étoile de la mort ». Toutefois, cette ressemblance n'est qu'une coïncidence, Mimas ayant été observé de près pour la première fois en 1980, alors qu'Un nouvel espoir sort en 1977,,,,.

### Dans la culture
Dans le film d'animation de 1995 Toy Story, Buzz l'Éclair déclare à Woody que l'empereur Zurg, personnage qui fait référence à Dark Sidious et à Dark Vador, « a secrètement mis au point une arme capable d'annihiler une planète toute entière ». Cette arme est alors un hommage supplémentaire à Star Wars, et en l'occurrence à l'Étoile de la mort.
L’Étoile de la mort est parodiée dans le jeu vidéo de 1992 Sonic the Hedgehog 2. En effet, l'intrigue tourne autour d'une station spatiale construite par Eggman, le Death Egg, qui est alimentée par l'utilisation des Émeraudes du chaos.

### Reproductions
En 2016, à l'occasion de la sortie de Rogue One, une reproduction de la station spatiale, de 2 m de diamètre et d'environ 100 kg, est imprimée devant la porte d'Alcalá à Madrid. Elle est ensuite installée au cinéma Kinépolis Madrid Ciudad de la Imagen pour le deuxième week-end en salles de Rogue One. L'imprimante 3D alors utilisée est à ce moment la plus grande de ce type.
Deux fans de Star Wars conçoivent en 2017 une vidéo qui représente une vision du chantier de l'Étoile de la mort en accéléré, sur LightWave 3D, un logiciel de modélisation 3D. Dans la vidéo, la construction commence par l'instauration d'un cercle équatorial, puis se poursuit jusqu'au centre, où se situe le réacteur de la station, et enfin le squelette de la station en grands axes est ajouté, jusqu'à ce qu'elle soit totalement construite.
En 2022, un internaute représente une version de l'Étoile de la mort en Lego à partir du set 21332, une figurine de globe terrestre. Pour cela, il couvre avec des pièces grises la figurine et agence les plaques pour obtenir un effet quasi-sphérique, quoique le résultat ne soit pas très détaillé.

### Pétitions pour la construction d'une Étoile de la mort

#### États-Unis
Le 14 novembre 2012, un citoyen américain introduit une pétition pour la construction d'une Étoile de la mort auprès de la Maison-Blanche. Cette pétition ayant reçu le nombre nécessaire de signatures, le gouvernement américain se voit contraint de prendre position par rapport à son objet, mais la proposition est rejetée avec l'argument que le gouvernement n'est pas favorable à la destruction de planètes et que, dans Star Wars, le projet souffre d'un défaut de conception majeur.
Paul Shawcross, conseiller de Barack Obama pour la science et l'espace, répond avec humour que le coût de sa construction s'élèverait à « plus de 850 000 000 000 000 000 dollars » (850 millions de milliards de dollars), et que cela n'est donc pas envisageable en raison du déficit des États-Unis durant cette période.
À la suite du rejet de la pétition, Lucasfilm envoie un communiqué de presse au nom de l'Empire galactique affirmant la « supériorité de l'Empire sur la Terre » et décrivant les déclarations au sujet du point faible de l'Étoile de la mort comme étant « exagérées ».
En parallèle, des étudiants de l'université Lehigh calculent qu'il faudrait plus de 833 milliers d'années pour la construire.

#### Luxembourg
Le 20 janvier 2018, le magicien luxembourgeois Christian Lavey (né sous le nom Christian Kies) soumet également une telle pétition, mais au parlement du Luxembourg,. Cependant, lors d'une interview avec les médias locaux, Lavey affirme qu'il ne s'agit que d'une plaisanterie qui sert en quelque sorte à protester contre les plans spatiaux du gouvernement. En février 2018, la pétition est déclarée irrecevable.